# Virgen de Inodejo
La Virgen de Inodejo es una advocación mariana que se venera en la localidad de Las Fraguas, pueblo de la Comarca de Soria que pertenece al municipio de Golmayo, situado en la provincia de Soria.

## Historia
La tradición popular hace de una aparición milagrosa el origen del santuario. Cuenta la leyenda que un pastorcillo de Las Fraguas, manco del brazo derecho, a quien la Virgen devolvió el miembro que le faltaba. El pastor cuenta el milagro en el pueblo, y pronto se extiende a los pueblos de la comarca que acuden al lugar para contemplar la imagen sobre la encina. Ante el deseo de la Señora de que le construyeran un templo, a cambio de protección, todos aquellos pueblos se la disputan. “Nosotros le haremos un templo”, le decían. Y a todos contestaba lo mismo: “¿Y si no dejo?”. Frase con la que ingenuamente se intenta explicar el origen de su nombre, Inodejo. El santuario fue construido entonces en el lugar de la aparición.
La referencia más antigua del santuario se encuentra en un documento de 1621 del archivo del Convento de Santa Clara (Soria) en el que se manifiesta que fundaron su convento primeramente en Inodejo. Se sabe que las Clarisas de Soria se establecieron en la ciudad en 1286, y por lo tanto su estancia en el santuario de Inodejo debió ser anterior. Del siglo XIII es la imagen en madera de Ntra. Sra. de Inodejo, obra del siglo XIII, que representa a la Virgen sentada, ofreciendo con su mano derecha el pecho al Niño, que se vuelve hacia ella en graciosa postura. El santuario actual data de 1600. 